# Dornbirn
Dornbirn – miasto powiatowe w Austrii, w kraju związkowym Vorarlberg, siedziba powiatu Dornbirn. Według Austriackiego Urzędu Statystycznego liczyło 47 420 mieszkańców (1 stycznia 2015).
W mieście rozwinął się przemysł elektrotechniczny, włókienniczy oraz spożywczy.

## Sport
- Dornbirner EC – klub hokejowy